# Gmina Izola
Gmina Izola (słoweń. Občina Izola) – gmina w południowo-zachodniej Słowenii. W drugiej połowie 2020 roku liczyła 16 589 mieszkańców.

## Miejscowości
Miejscowości wchodzące w skład gminy Izola:
- Baredi
- Cetore
- Dobrava
- Izola (Isola) – siedziba gminy
- Jagodje (Valleggia)
- Korte
- Malija
- Nožed
- Šared